# 法伊茨布龙
法伊茨布龙是德国巴伐利亚州的一个市镇。总面积16.17平方公里，总人口6217人，其中男性3028人，女性3189人（2011年12月31日），人口密度384人/平方公里。